# Centre Culturel Pyepoudre
 (août 2023).
Le Centre Culturel Pyepoudre est un centre qui dispose d'un espace de formation, d’animation, de documentation et d’appui à la création en Haïti.
Il est fondé le 27 avril 1989 par Paula Clermont Pean et reconnu d’utilité publique, (référence du Moniteur No 34 du lundi 21 mars 2011).

## Objectifs
Avec son programme de formation, le   Centre Culturel Pyepoudre encadre les jeunes du pays, diffuse la culture nationale dans un souci de faire de la conscience esthétique l’affaire de tout le monde et d’intéresser tout le monde aux formes esthétiques.
Pyepoudre entreprend en même temps, de valoriser la culture profonde en la portant à un excellent niveau d’élaboration esthétique.
Le centre offre aux jeunes des communautés traditionnellement laissées pour compte, l’accès au théâtre, à la poésie, à la production littéraire et artistique. L'institution voudrait leur restituer un droit fondamental: le droit à la création, le droit à la beauté.

## Missions
En vertu des principes de la dignité humaine et de la diversité culturelle, le Centre Culturel Pyepoudre se donne pour mission la promotion de l’Art haïtien et le  développement de sa culture nationale tout en contribuant au développement esthétique des éléments du folklore haïtien. 
Le Centre participe depuis sa fondation à l’épanouissement culturel et au développement personnel, ainsi qu’à l’évolution et la valorisation des arts visuels, du spectacle et des savoirs traditionnels en Haïti. Pyepoudre intervient dans les domaines du livre (lecture publique, écriture créative et prise de parole), la médiation artistique et culturelle (sur la présentation et la présence des œuvres dans la vie quotidienne de son public en présentiel et par l’utilisation des nouvelles technologies) et dans les arts scéniques (théâtre-danse-musique-performance) et visuels (le trio recherche-création-discussion et des ateliers créatifs).
Il envisage de créer un espace d’informations, de formation et d’échanges autour des questions socioculturelles, d'offrir à des groupes, institutions et individus un encadrement technique dans le domaine de l’expression artistique, de la littérature et de l’animation socioculturelle tant dans le milieu urbain que rural. il compte aussi promouvoir la langue créole d’Haïti à travers les productions et les activités du Centre, puiser dans le Vodou haïtien des éléments pouvant alimenter les créations artistiques du Centre et d'offrir aux jeunes la possibilité de pratiquer le livre et la lecture en vue d’élargir  leur champ de connaissance et de réflexion, et du même coup, contribuer à réduire la délinquance juvénile.
Sa sphère d’action couvre l’éducation par les arts, la lecture publique, la production littéraire et artistique, l’animation socioculturelle, la formation citoyenne, la vie associative, le domaine socioculturel à travers la formation, l’animation socioculturelle et l’appui à la création tout en optant pour des projets à base communautaire. Il travaille à réconcilier les communautés régionales à la vie culturelle. En offrant également ses  services aux institutions et associations qui  travaillent pour la valorisation de la culture nationale.

## Historique
Le Centre Culturel Pyepoudre est fondé le 27 avril 1989 par Paula Clermont Pean.
Du 16 mars au 29 avril 2022, le Centre Culturel Pyepoudre (CCP) rend hommage à Jacques Stephen Alexis en organisant une série d’activités autour  de Jacques Soleil. Ces activites sont organisées  en partenariat avec le ministère de la Culture et de la Communication (MCC) dans le cadre de «l’Année de la Belle amour humaine ».
Le même 29 avril, il célébrait son 33ème anniversaire en présence du Directeur Général de la Bibliothèque Nationale d’Haïti, M. Dangelo Néard, la Directrice à la Création artistique et littéraire (DCAL) au sein du Ministère de la Culture et de la Communication, Mme Stéphanie Saint Louis, le Conseil d’administration.
Les responsables de la bibliothèque du Centre Culturel Pyepoudre ont officiellement relancé le club de lecture dans l’enceinte de la bibliothèque, dans la journée du samedi 25 janvier 2020, autour du thème: «Jeunesse et créativité». La directrice exécutive, Louisna Laurent, la bibliothécaire Maryse Bonhomme, et l’animateur du club, Joe Jean Charles, ont expliqué à l’audience (composée entièrement de jeunes) les valeurs de la lecture.
Du 17 mars au 22 avril 2017, le Centre Culturel Pyepoudre présente la saison théâtrale «Jeu et Regard de Femme»  à travers cinq spectacles. Après Parfum de Femme, FOKAL reçoit le vendredi 24 et samedi 25 Mars, à partir de 18h00, Talon aiguille, talon d’Achille. Selon un texte et une mise en scène de Gaëlle Bien-Aimé, avec les comédiennes Katiana Milfort, Joeanne Joseph, Charline Jean Gilles et Nathalie Jean.